# Новоселица (Староконстантиновский район)
Новосе́лица (укр. Новоселиця) — село в Староконстантиновском районе Хмельницкой области Украины.
Население по переписи 2001 года составляло 525 человек. Почтовый индекс — 31162. Телефонный код — 3854. Занимает площадь 1,083 км². Код КОАТУУ — 6824285604.

## География
Село расположено на берегу реки Иква в 40 км от города Хмельницкий. 

## Достопримечательности
- В окрестностях села расположен памятник природы с названием Миролюбненская.
- Дворец Гижицкого.
- Новоселицкий парк.

## Местный совет
31160, Хмельницкая обл., Староконстантиновский р-н, с. Миролюбное